# Позив (албум)
Позив је петнаести студијски албум Светлане Цеце Ражнатовић који је издат за City records и Miligram Music 17. јуна 2013. 

## О албуму
Албум је сниман 2013. године. Цеца је песме Позив и Име и презиме премијерно отпевала у емисији Амиџи шоу 11. јуна 2013. године. Остале песме са албума је отпевала на концерту на београдском Ушћу 28. јуна 2013. године. Поред проверених сарадника Марине и Милија, на овом албуму је укључен нови сарадник Дамир Хандановић. Све песме су освојиле срца публике, а посебно песме Име и презиме, Позив, Да раскинем са њом, Турбулентно, Добро сам прошла, 5 минута и Брат.
Албум је продат у тиражу од 200 000 примерака.

## Списак песама
На албуму се налазе следеће песме:
| Бр. | Назив              | Текст                                 | Музика           | Аранжман                                              | Трајање |
| --- | ------------------ | ------------------------------------- | ---------------- | ----------------------------------------------------- | ------- |
| 1.  | Позив              | Марина Туцаковић, Љиљана Јорговановић | Александар Милић | Александар Милић                                      | 04:14   |
| 2.  | Да раскинем са њом | Марина Туцаковић                      | Дамир Хандановић | Александар Милић, Дамир Хандановић                    | 03:51   |
| 3.  | 5 Минута           | Марина Туцаковић                      | Александар Милић | Александар Милић                                      | 03:01   |
| 4.  | Име и презиме      | Марина Туцаковић                      | Александар Милић | Александар Милић                                      | 03:41   |
| 5.  | Мрзи ме            | Марина Туцаковић                      | Александар Милић | Александар Милић                                      | 03:34   |
| 6.  | Брат               | Марина Туцаковић                      | Дамир Хандановић | Александар Милић, Иван Милосављевић, Дамир Хандановић | 03:06   |
| 7.  | Удаће се сузе моје | Марина Туцаковић, Александар Томић    | Дамир Хандановић | Александар Милић, Дамир Хандановић                    | 03:15   |
| 8.  | Видимо се дасо     | Марина Туцаковић                      | Александар Милић | Александар Милић                                      | 03:21   |
| 9.  | Добро сам прошла   | Марина Туцаковић                      | Александар Милић | Александар Милић                                      | 03:34   |
| 10. | Турбулентно        | Марина Туцаковић                      | Дамир Хандановић | Александар Милић, Дамир Хандановић                    | 03:15   |

## Информације о албуму
- Продуцент: Александар Милић
- Главни програмер и ко-продуцент: Иван Милосављевић
- Програмер и музички дизајн на песмама 2, 6, 8, 10: Борис Крстајић
- Бас, акустичне и електричне гитаре: Иван Милосављевић
- Клавијатуре: Јовица Смрзлић, Срећко Митровић
- Хармонике: Владимир Миленковић
- Бузуки: Петар Трумбеташ
- Пратећи вокали: Ивана Селаков, Ивана Петерс
- Снимано и миксано у музичком студију "Miligram Music" 2013
- Микс: Иван Милосављевић
- Mastering: James Cruz, Zeitgeist Sound Studios, Long Island City, New York
- Фотографије: Милош Надаждин
- Стајлинг: Стефан Орлић
- Шминка: Душан Лазић
- Фризура: Светлана Бубања
- Графички дизајн: Милан Новичић

## Спотови
- Да раскинем са њом
- Добро сам прошла
- Турбулентно